# Abou Oubeid al Allah Al Qassim Ibn Sallam
Abou Oubeid Qâssim Ibn Sallam, né vers 157 de l'hégire (774, calendrier grégorien) à Hérat en Afghanistan et mort à La Mecque vers 224 de l'hégire (838, calendrier grégorien), est un philologue, grammairien, exégète du Coran et juriste. Il fait partie des grands savants musulmans que l'histoire musulmane relate. 
Il  est le disciple de Abu Ubaida Maʿmar ibn al-Muthanna (728-825), un des premiers érudits musulmans de philologie arabe Abu 'Ubaida.
Il est l'auteur de deux ouvrages : le Kitāb al-amwāl (كتاب الأموال) qui est un traité de jurisprudence et de gestion des biens, et un ouvrage théologique, le Kitāb al-amṯāl .
Il est mort à La Mecque vers 224 de l'hégire (838, calendrier grégorien).